# Eva Zikmundová
Eva Zikmundová (roz. Mašková; 4. května 1932 Kroměříž – 1. listopadu 2020 Praha-Spořilov) byla česká sopranistka, sólistka Opery Národního divadla a pedagožka.

## Hudební kariéra
Vedle studia na gymnáziu se věnovala v letech 1949–1951 zpěvu u Věry Strelcové na Konzervatoři Brno. Pokračovala na brněnské Hudební fakultě JAMU u Bohumila Soběského (1951–1953) a u Zdeňka Otavy na pražské HAMU. Její umělecký rozvoj pak nejvíce ovlivnilo soukromé studium u Přemysla Kočího.
Jejím prvním angažmá byl Československý státní soubor písní a tanců, kde však pracovala jen krátce od června do prosince 1953. Následně se mezi lety 1954 a 1958 věnovala především koncertní činnosti s občasným hostováním na scénách Státní opery Praha a Národního divadla. 11. září 1958 nastoupila jako sólistka do souboru Opery Národního divadla, jehož členkou zůstala až do 30. června 1991.
Během své profesní kariéry ztvárnila celou řadu rolí, např. v Dvořákově Rusalce (hlavní postava), Čertovi a Káče (Kněžna) či Jakobínovi (Julie), ve Smetanově Hubičce (Vendulka), Prodané nevěstě (Mařenka), Daliborovi (Jitka), Čertově stěně (Hedvika), Tajemství (Blaženka) a Libuši (Krasava), v Janáčkově Její pastorkyni (Karolka, Jenůfa, Kostelnička a Rychtářka), Kátě Kabanové (Káťa, Kabanicha), Příhodách lišky Bystroušky (Lišák Zlatohřbítek, Paní revírníková-Sojka) a Věci Makropulos (Emilie Marty), Fibichově Šárce (Mlada, Vlasta), Pauerově Zuzaně Vojířové (hlavní postava), Mozartově Donu Giovannim (Donna Elvíra) a Figarově svatbě (Hraběnka), Verdiho Donu Carlosovi (Alžběta) a Simonu Boccanegrovi (Amelia Grimaldi), Wagnerově Zlatě Rýna (Fricka) a Valkýře (Sieglinda), Mascagniho Sedláku kavalírovi (Santuzza), Leoncavallových Komediantech (Nedda), Čajkovského Eugenu Oněginovi (Taťána) a Pikové dámě (Líza), Straussově Arabelle (hlavní postava) a Ariadně na Naxu (Komponista), Prokofjevově Vojně a míru (Helena) či Brittenově Peteru Grimesovi (Ellen Oxfordová).
Uznání si získala také v zahraničí. Mezi roky 1966 až 1978 byla stálým hostem berlínské Deutsche Staatsoper, vystupovala také v operních domech v Benátkách, Janově či Budapešti. Natočila též několik desek pro Supraphon a Deccu.
V 90. letech pracovala ve Státní opeře jako asistentka režie a současně vyučovala na Konzervatoři v Teplicích.
Byla též překladatelkou několika publikací o zpěvu. Nejvýznamnějšími knihami byly tituly Vzdělaný pěvec od Franzisky Martienssen-Lohmann (české vydání 1994) a Historie belcanta Rodolfa Cellettiho (české vydání 2000).

## Osobní život
V roce 1953 se vdala za cestovatele Miroslava Zikmunda, s nímž se však rozvedla během jeho druhé cesty po zahraničí. Z tohoto manželství se narodil syn Miroslav (* 1955).